# Copa Intercontinental 2002
La Copa Intercontinental 2002 fue la 41.ª edición del torneo. Enfrentó al campeón de Europa ante el campeón de Sudamérica. 
El 27 de octubre de 2017 todas las ediciones del trofeo fueran oficializadas con el reconocimiento de la Federación Internacional de Fútbol Asociado como antecesora directa de la Copa Mundial de Clubes, por lo que sus ganadores también recibieron el título oficial de Campeones del Mundo de Clubes de la FIFA.

## Clubes clasificados
Se fueron decidiendo a lo largo de 2002 entre las dos competiciones continentales de mayor historia.
| UEFA (Europa)         | Real Madrid |  | Campeón de la Liga de Campeones de la UEFA (2001-02) |  |
| CONMEBOL (Sudamérica) | Olimpia     |  | Campeón de la Copa Libertadores de América (2002)    |  |

## Sede
| Japón               |               |
| Ciudad              | Estadio       |
| Yokohama            | Internacional |
|                     |               |
| 72 327 espectadores |               |

## Desarrollo
Fue un partido que tenía a los dos conjuntos más dominantes de sus respectivos continentes en aquella época. Ambos equipos dispusieron de una buena cantidad de situaciones de gol, en especial el Español, que dominó gran parte de la primera etapa. Los europeos fueron más efectivos a la hora de definir. La primera ocasión clara de gol sucedió ni bien empezado el encuentro, en este caso para los de Olimpia, por medio de un cabezazo de Nelson Zelaya que fue desviado por el defensa Fernando Hierro contra su propio marco. Pero a partir de ese momento se sucedieron las ocasiones y el buen juego, con espectaculares jugadas al primer toque por parte del esquivo Español.
La falta de puntería de los guaraníes  dio pie para que Ronaldo, con gran categoría, anotara el tanto de apertura, sobre 14 minutos del primer tiempo, lo que tranquilizó al equipo español.
Los paraguayos, no obstante, siguieron batallando y, como respuesta casi inmediata al gol, propició un peligroso ataque conducido por Néstor Isasi quien envió un centro que tenía como destinatario a Hernán Rodrigo López, que dentro del área, de media volea y sin dejarlo botar, impactó el balón contra el poste izquierdo de Iker Casillas.
Entre tanto, el equipo blanco continuaba desplegando un fútbol de otro planeta, digno de un equipo campeón. Atrincherando al equipo sudamericano en su área, que únicamente aparecía con algún fogonazo en forma de contraataque.
Minutos después, una nueva oportunidad no fue aprovechada por el elenco sudamericano cuando Miguel Peque Benítez sacó un remate débil desde el borde del área chica de Casillas que con grandes reflejos desvió el tiro que parecía introducirse de manera inminente en su meta. Al finalizar el primer tiempo, los merengues regresaban a vestuarios con un generoso 1 a 0 a favor.
En la segunda mitad, las acciones se presentarían más favorables para el Madrid. Con Zidane dirigiendo a su equipo, el cuadro español neutralizó gran parte de la estrategia ofensiva de sus rivales, ayudado por el trabajo de Makélélé y Figo. De todas maneras, los paraguayos no desistieron en su intento por igualar el marcador.
Ronaldo, asistido por Makélélé, quedó completamente solo en un mano a mano con el portero Ricardo Tavarelli, pero no consiguió marcar al intentar un pase atrás que no logró ser interceptado. Posteriormente, el Olimpia pudo una vez más haber empatado, con un cabezazo del recién ingresado delantero Richart Báez, que pasó por al lado del palo derecho de Casillas.
Minutos después, la figura del partido, Ronaldo, fue sustituido por Guti, quien en su primera intervención se anticipó a los defensores para convertir con golpe de cabeza el segundo y definitivo gol del conjunto europeo. De esta manera, el partido acabó por consumirse con algunas arremetidas ofensivas del Olimpia que no pudieron concretarse.
Sin duda, uno de los grandes partidos intercontinentales del Real Madrid, con un gran fútbol desplegado.

## La figura
El jugador más importante del partido fue el brasileño Ronaldo, además de brillar con el primer gol del marcador, demostró una gran habilidad y velocidad en todo el juego hasta que lo sustituyeron por el jugador que terminaría marcando el segundo gol de su equipo.

## Final
| 1          | POR        | Iker Casillas      |     |
| 2          | DEF        | Míchel Salgado     |     |
| 4          | DEF        | Fernando Hierro    |     |
| 6          | DEF        | Iván Helguera      |     |
| 3          | DEF        | Roberto Carlos     |     |
| 10         | MED        | Luís Figo          |     |
| 24         | MED        | Claude Makélélé    |     |
| 19         | MED        | Esteban Cambiasso  | 90' |
| 5          | MED        | Zinedine Zidane    | 86' |
| 7          | DEL        | Raúl González      |     |
| 11         | DEL        | Ronaldo            | 82' |
| Entrenador | Entrenador | Vicente del Bosque |     |

| 1          | POR        | Ricardo Tavarelli |     |
| 2          | DEF        | Néstor Isasi      |     |
| 3          | DEF        | Nelson Zelaya     |     |
| 4          | DEF        | Juan Ramón Jara   |     |
| 15         | DEF        | Pedro Benítez     |     |
| 5          | MED        | Julio Cáceres     |     |
| 6          | MED        | Julio Enciso      |     |
| 11         | MED        | Gastón Córdoba    | 65' |
| 16         | MED        | Sergio Órteman    |     |
| 8          | DEL        | Hernán López      |     |
| 10         | DEL        | Miguel Benítez    | 81' |
| Entrenador | Entrenador | Nery Pumpido      |     |

| 14 | MED | Guti            | 82' |
| 21 | MED | Santiago Solari | 86' |
| 22 | DEF | Francisco Pavón | 90' |

| 9  | DEL | Richart Báez    | 65' |
| 17 | DEL | Mauro Caballero | 81' |

| Anotado | 14' | Ronaldo | 1-0 |
| Anotado | 84' | Guti    | 2-0 |

| Amonestado | 89' | Roberto Carlos |

| Amonestado | 34' | Julio Cáceres |

| Árbitro             | Carlos Simon  |
| Árbitros asistentes | Jorge Arango  |
| Árbitros asistentes | Jorge Jaimes  |
| Cuarto árbitro      | Toru Kamikawa |

| 1          | POR        | Iker Casillas      |     |
| 2          | DEF        | Míchel Salgado     |     |
| 4          | DEF        | Fernando Hierro    |     |
| 6          | DEF        | Iván Helguera      |     |
| 3          | DEF        | Roberto Carlos     |     |
| 10         | MED        | Luís Figo          |     |
| 24         | MED        | Claude Makélélé    |     |
| 19         | MED        | Esteban Cambiasso  | 90' |
| 5          | MED        | Zinedine Zidane    | 86' |
| 7          | DEL        | Raúl González      |     |
| 11         | DEL        | Ronaldo            | 82' |
| Entrenador | Entrenador | Vicente del Bosque |     |

| 1          | POR        | Ricardo Tavarelli |     |
| 2          | DEF        | Néstor Isasi      |     |
| 3          | DEF        | Nelson Zelaya     |     |
| 4          | DEF        | Juan Ramón Jara   |     |
| 15         | DEF        | Pedro Benítez     |     |
| 5          | MED        | Julio Cáceres     |     |
| 6          | MED        | Julio Enciso      |     |
| 11         | MED        | Gastón Córdoba    | 65' |
| 16         | MED        | Sergio Órteman    |     |
| 8          | DEL        | Hernán López      |     |
| 10         | DEL        | Miguel Benítez    | 81' |
| Entrenador | Entrenador | Nery Pumpido      |     |

| 14 | MED | Guti            | 82' |
| 21 | MED | Santiago Solari | 86' |
| 22 | DEF | Francisco Pavón | 90' |

| 9  | DEL | Richart Báez    | 65' |
| 17 | DEL | Mauro Caballero | 81' |

| Anotado | 14' | Ronaldo | 1-0 |
| Anotado | 84' | Guti    | 2-0 |

| Amonestado | 89' | Roberto Carlos |

| Amonestado | 34' | Julio Cáceres |

| Árbitro             | Carlos Simon  |
| Árbitros asistentes | Jorge Arango  |
| Árbitros asistentes | Jorge Jaimes  |
| Cuarto árbitro      | Toru Kamikawa |

|                           |
| Bandera de España         |
| Campeón Real Madrid C. F. |
| 3.er título               |

## Hitos estadísticos
- El tercer título intercontinental para Real Madrid, que derrotó cuatro años antes al Vasco da Gama brasileño y en la primera edición del torneo al Peñarol uruguayo. Perdió en las ediciones de 1966 y 2000 ante Peñarol y Boca Juniors respectivamente.
- Se convirtió en el único equipo de España con esa cantidad de títulos nombrados anteriormente.
- El año 2002 ambos equipos celebraron el Centenario de su fundación.[7][8]
- La tercera participación intercontinental para el Club Olimpia, que derrotó en 1979 al Malmö FF de Suecia. Perdió las ediciones de 1990 ante el AC Milan y 2002 ante el Real Madrid.